# Саундбар

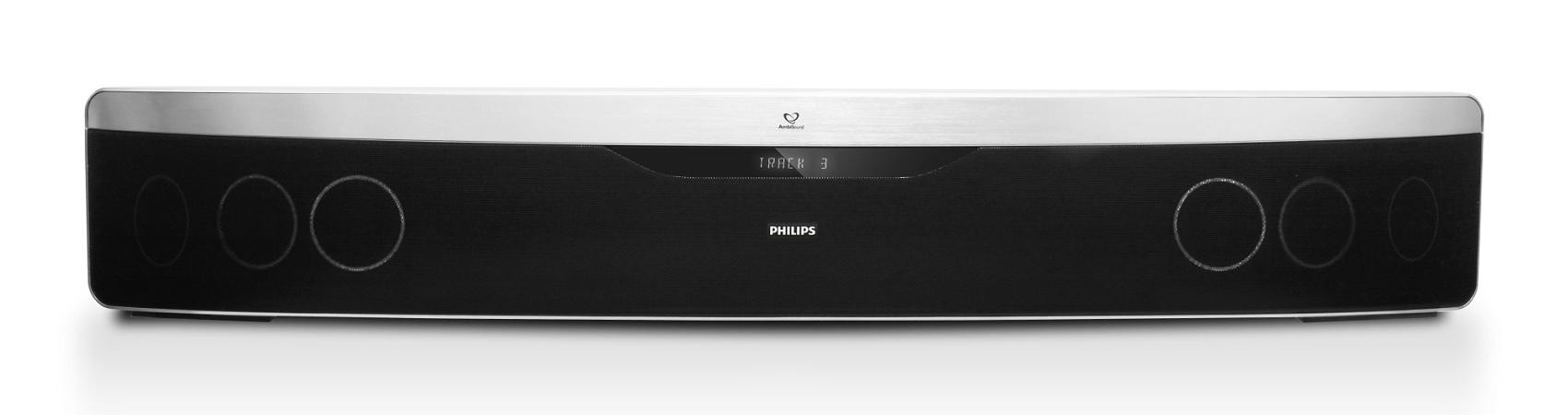
Саундбар

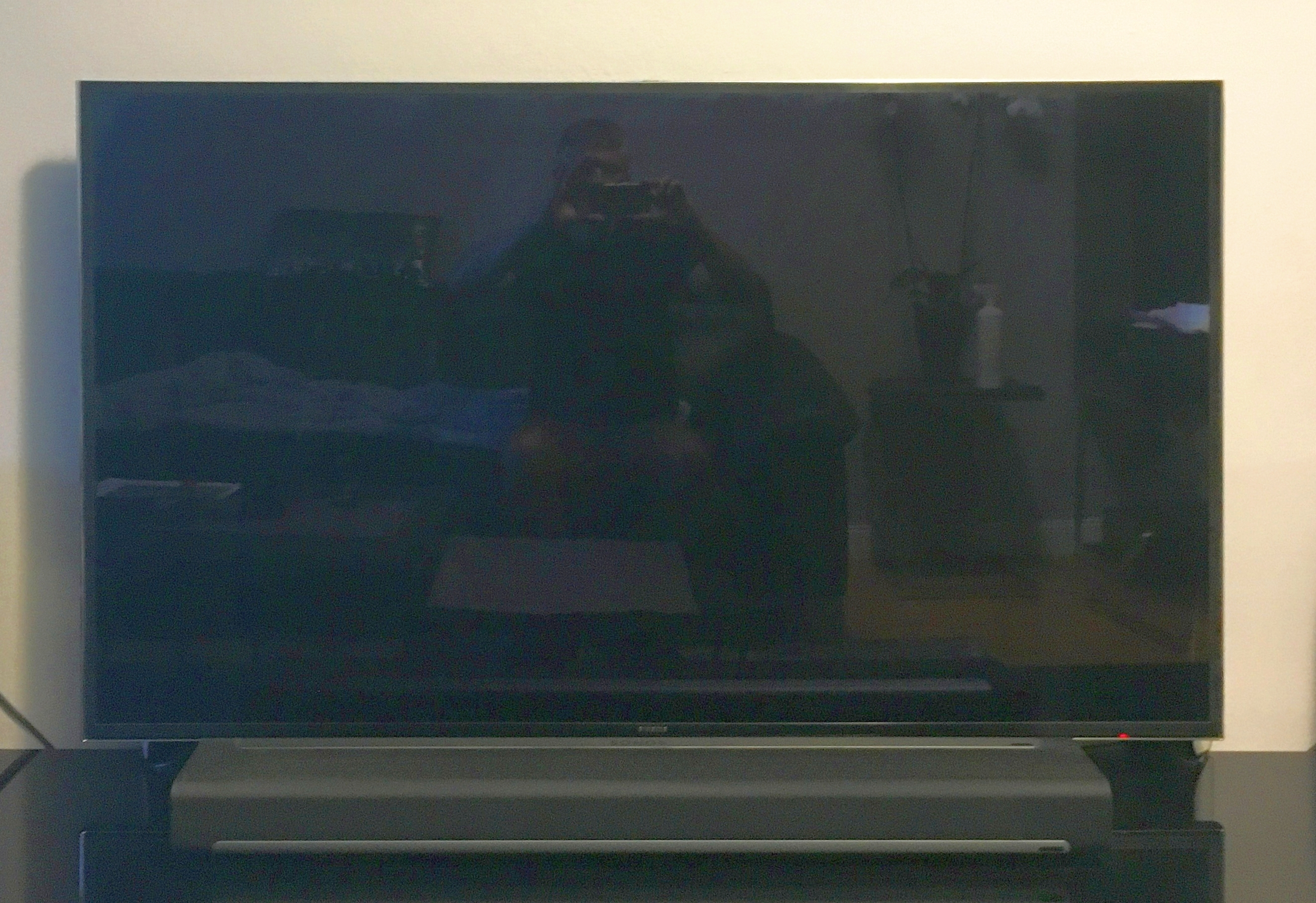
Телевизор (размером 55 дюймов) с саундбаром, расположенным спереди по центру, типичная установка.

Саундбар, звуковая панель или медиа-бар — это тип громкоговорителя, который воспроизводит звук из широкого корпуса . Его ширина значительно превышает высоту, отчасти по акустическим причинам, а отчасти для того, чтобы его можно было установить над или под устройством отображения (например, над монитором компьютера или под домашним кинотеатром или экраном телевизора). В саундбаре в одном кабинете размещается несколько динамиков, что помогает получить стереофонический звук и эффект объемного звучания. В комплект саундбара обычно входит отдельный сабвуфер или же он может использоваться в качестве дополнительного устройства.

## История
Одной из самых ранних попыток создания саундбара была модель TeleSound 1300, выпущенная на рынок компанией TeleSound, Inc. в 1980 году. TeleSound представляет собой единый широкий корпус с двумя 5-ваттными динамиками, расположенными на расстоянии 12 дюймов друг от друга.  подключении монофонического выхода телевизора к TeleSound через аудиоразъем 3,5 мм, зрители могут смотреть телевизор в режиме имитации стерео. Также можно использовать отдельно левый и правый аудиоразъемы для воспроизведения настоящего стерео с проигрывателей LaserDisc или специальных проигрывателей видеокассет.
Более поздние пассивные версии просто объединяли левый, центральный и правый динамики в одном корпусе, иногда их называли «LCR-саундбар».
В 1998 году компания Altec Lansing представила многоканальный саундбар под названием «Voice of the Digital Theatre» или ADA106. Он представлял собой питаемую акустическую систему, обеспечивающую стереозвучание, объемное звучание Dolby Pro Logic и AC3 с саундбара и отдельного сабвуфера. Звуковая панель содержала четыре 3-дюймовых полнодиапазонных динамика и два 1-дюймовых высокочастотных твитера, а сабвуфер - один 8-дюймовый динамик с двойной звуковой катушкой. В нем использовалась боковая технология Altec Lansing и алгоритмы обеспечивающие объемное звучание с боковых, задней и передней сторон. Такая конфигурация позволила отказаться от подключения отдельных колонок и освободить занимаемое ими пространство.

## Преимущества и недостатки
Саундбары относительно небольшие, их можно легко разместить под экраном, они просты в настройке и обычно стоят дешевле, чем другие стереосистемы. Однако из-за меньшего размера и отсутствия свободы в размещении, саундбары не наполняют комнату звуком так же хорошо, как стереосистемы с отдельными колонками.

## Гибридные саундбары
Чтобы получить все преимущества саундбара и акустической системы, некоторые производители выпускают гибридные саундбары, в которых саундбар представляет собой левую, центральную и правую колонки, а сабвуфер и задние левая и задняя правая колонки подключаются к саундбару по беспроводной сети. Такая система обеспечивает все каналы, необходимые для создания объемного звучания 5.1.
С увеличением доступности контента Dolby Atmos в 2021 году все большее значение приобретают саундбары, способные воспроизводить эффект высоты. Обычная установка предполагает использование дополнительных беспроводных колонок, направленных вверх: потолок комнаты должен отражать эффект высоты от потолка в сторону слушателя. Компании, специализирующиеся на аудиотехнике, такие как Nakamichi, предлагают другой подход, при котором фирменные алгоритмы апмикширования (патиальное усиление, фазовое улучшение, интерлейсинг звуковых слоев высотных эффектов) позволяют обычной системе 7.1/7.2/9.2 создавать эффект высоты.

## Применение
В первую очередь саундбары были разработаны для воспроизведения мощного звука с хорошим басом. Использование саундбаров неуклонно растет в связи с переходом на плоские экраны. Прежние телевизоры и дисплеи были в основном построены на базе ЭЛТ; поэтому корпус был больше, что позволяло использовать большие динамики с качественным резонансом. Но в телевизорах с плоским экраном глубина экрана значительно уменьшилась, оставив мало места для динамиков. В результате встроенным динамикам не хватает низких частот. Саундбары помогают устранить этот недостаток.